# 胡長仁
胡 長仁（こ ちょうじん、? - 570年）は、北斉の外戚。武成帝の胡皇后の兄で、後主の胡皇后の父。字は孝隆。本貫は安定郡臨涇県。

## 経歴
胡延之の子として生まれた。尚書右僕射に累進した。568年（天統4年）、尚書左僕射となり、さらに尚書令に上った。武成帝が死去すると、朝政に参与し、隴東王に封じられた。鄒孝裕・陸仁恵・盧元亮らと馴れあって、行政を停滞させたので、三佞と称された。和士開に憎まれて、鄒孝裕らは左遷され、長仁も斉州刺史として出された。570年（武平元年）4月、和士開の殺害を計画して発覚し、死を賜った。572年（武平3年）、後主が長仁の娘を皇后に立てると、長仁には諡を贈られ、長仁の弟ら7人も前後して王爵を受けた。

## 伝記資料
- 『北斉書』巻48 列伝第40
- 『北史』巻80 列伝第68